# Domingo Badia y Leblich
 (janvier 2025).
Si vous disposez d'ouvrages ou d'articles de référence ou si vous connaissez des sites web de qualité traitant du thème abordé ici, merci de compléter l'article en donnant les références utiles à sa vérifiabilité et en les liant à la section « Notes et références ».
Pour les articles homonymes, voir Badia (homonymie) et Ali Bey.
Domingo Badia y Leblich mieux connu sous le pseudonyme d'Ali Bey el Abbassi (en Arabe : علي باي العباسي), né en 1767 à Barcelone et décédé en 1818 près de Damas, est un explorateur, soldat et espion espagnol au début du XIXe siècle. Il a soutenu l'occupation française de l'Espagne et a travaillé pour l'administration bonapartiste, mais il est principalement connu pour ses voyages en Afrique du Nord et au Moyen-Orient. 

## Enfance et jeunesse
Son père s’appelle Pedro Badia. Sa mère, Catalina Leblich y Mestres, serait la descendante d’un Belge ayant combattu en Espagne. En 1778, Pedro Badia est nommé comptable de guerre et lieutenant-trésorier à Vera de Granada. Entré dès l'âge de 16 ans dans l'intendance de l'armée, Domingo lui succède trois ans plus tard dans ses fonctions par décret royal du 28 décembre 1786, son père s'étant vu confier un nouvel emploi à Madrid. En 1793, Domingo est nommé administrateur de la Rente Royale des Tabacs à Cordoue. Il a seulement 26 ans.  
Tout en exerçant ses différentes charges, Domingo Badia, autodidacte accompli, parfait ses connaissances dans les domaines les plus divers (mathématiques, histoire, architecture, astronomie, langues étrangères...) et acquiert une culture dont le sérieux sera, plus tard, attesté par les savants et écrivains qu'il sera amené à fréquenter.
En 1791, Domingo se marie avec Maria Burruezo, surnommée la « Mariquita ». Il ne se séparera d’elle que lors de ses voyages et aventures.

## Voyages
En 1801, Badia présente à Manuel Godoy, le Premier ministre du roi Charles IV, le projet d’une expédition scientifique en Afrique. Mais ce projet devient un plan politique, qui consiste à inciter quelques tribus à se soulever contre le sultan et à ainsi conquérir le Maroc. Godoy finance l’aventure avec générosité.
Badia, qui adopte le nom d’Ali-Bey, part en 1803. Il se déguise en prince abbasside, se dit né en Syrie et descendant du prophète Mahomet. Pour justifier qu’il ne maîtrise pas la langue arabe, il explique qu’il a été éduqué en Europe. Il se conduit comme un musulman pieux et annonce son intention d’aller en pèlerinage à La Mecque. Justement pour se faire passer pour un musulman, avant d’entreprendre son voyage, il se fait circoncire à Londres.
Ali-Bey reste 26 mois au Maroc. On ignore si son déguisement a du succès. Il parcourt le pays et observe le monde arabe avec des yeux européens. Pendant son séjour au Maroc, il demeure en relation avec Manuel Godoy en faisant usage de messages codés. 
Après l’échec de sa mission politique, le prétendu prince abbasside doit quitter précipitamment le Maroc pour échapper à la mort. Au lieu de retourner en Europe, il entreprend un périple vers l’est qui le conduit à La Mecque. Bien que Domingo Badia ne soit pas le premier chrétien à pénétrer dans la cité interdite aux non-musulmans – quelques voyageurs occidentaux y sont déjà entrés au XVIe siècle –, il est le premier à en donner une description narrative précise, accompagnée de plans et dessins.

## Exil
Quand il rentre en Europe, Manuel Godoy et le gouvernement espagnol qui l’avaient engagé sont tombés en disgrâce. Badia offre ses services à Napoléon et en 1808, il accompagne le frère de l’empereur, Joseph I, lors de son entrée à Madrid. Il travaille pour la cour napoléonienne et en 1813 doit s’exiler avec Joseph I. Considéré comme un afrancesado, il ne retournera jamais en Espagne.
A Paris, il publie en 1813 ses Voyages en Afrique et en Asie pendant les années 1803-1807. Dans ce livre, qui sera traduit dans plusieurs langues, on trouve d'intéressantes informations, notamment sur des aspects sociaux, culturels, économiques et religieux du monde arabe, ainsi que, réunis dans un atlas, des cartes et le plan des principales villes qu'il a visitées.
En 1818, Ali-Bey entreprend un nouveau voyage vers l’Orient mais meurt près de Damas, victime d'une dysenterie.